# Flavien Conne
Flavien Conne, född 1980 i Puidoux, Schweiz, är en professionell schweizisk ishockeyspelare. Han har representerat Schweiz i VM-sammanhang flera gånger men spelar till vardags i HC Lugano. Han har tidigare även spelat i HC Fribourg-Gottéron, HC Ambrì-Piotta och HC Genève-Servette.
Conne valdes i 8:e rundan (som 250:e totalt) i 2000 års NHL Entry Draft av Los Angeles Kings men något NHL-spel har ännu inte blivit aktuellt.